# Káldor László
Káldor László, született Klein (Budapest, Terézváros, 1905. február. 26. – Budapest, 1963. január 7.) magyar grafikus, iparművész, belsőépítész.

## Élete
Klein Dávid szabómester és Deicht Hedvig fia. 1919-ben a Proletár Képzőművészeti Tanműhelyben kezdte tanulmányait Uitz Bélánál, majd a Munkások Irodalmi és Művészeti Országos Szövetsége (MIMOSZ) Iskolájában folytatta. A Szövetség feloszlatását követően Podolini Volkmann Artúr szabadiskolájában tanult tovább. Az érettségi megszerzése után az Országos Magyar Királyi Iparművészeti Iskolában a belsőépítészetet és a bútortervezést mesterétől, Kaesz Gyulától sajátította el. 1925-től többször járt Párizsban. Hazatérése után egy ideig a Faragó és Gróf iparművészeti műhelyben belsőépítészként működött, de később teljesen áttért a grafikára. 1935 és 1938 között Nemes Györggyel együttműködve elsősorban reklámokat, plakátokat és illusztrációkat készített. 1938 és 1940 között a Magyar Divatcsarnok és a Tungsram villamosenergiai társaságnak is készített reklámot. A második világháború ideje alatt Berkó Pál nyomdász bújtatta, akit később ebbéli tevékenysége miatt Világ Igaza díjjal tüntettek ki. Az 1930-as években fotósként is dolgozott. Nevét elsősorban sajátos humorú, szellemes, ötletes plakátjai tették ismertté. Nagy sikerrel vett részt több külföldi és belföldi kiállításon.
Sírja a Farkasréti temetőben található.

## Magánélete
Házastársa Nádas Margit (1906–1990) volt, Neumann Ferenc és Eisinger Terézia lánya, akivel 1935. augusztus 8-án az Erzsébetvárosban kötött házasságot. Lánya Káldor Kata.

## Kiállításai

### Válogatott csoportos kiállítások

#### Országos plakátkiállítások
- Nemzeti Szalon, Budapest (1948)
- Békeplakát és 5 éves terv grafikai kiállítás, Műcsarnok, Budapest (1953)
- Képzőművészetünk 10 éve, Műcsarnok, Budapest (1955)
- Magyar Plakát-Történeti Kiállítás 1885-1960, Műcsarnok, Budapest (1960)
- 100+1 éves a magyar plakát, Műcsarnok, Budapest (1986)
- Plakát Parnasszus I., Szent Korona Galéria, Székesfehérvár (1995)

## Díjai
- Népköztársasági Érdemérem arany fokozata